# Rashmi Grashorn
Rashmi Grashorn (* 1988 in Ranchi, Indien) ist eine deutsche Politikerin indischer Herkunft. Sie ist Mitglied von Bündnis 90/Die Grünen und war von November 2022 bis Dezember 2023 Mitglied des niedersächsischen Landtags.

## Leben und Beruf
Grashorn wuchs in Hude auf, später zog sie nach Oldenburg.  2013 zog sie nach Hildesheim, um dort die Ausbildung zur Sozialassistentin zu absolvieren. Im Oktober 2020 begann sie an der dortigen Universität Erziehungswissenschaften mit dem Nebenfach Politikwissenschaften zu studieren.

## Politik
2017 trat Grashorn den Grünen bei. Bei der Landtagswahl 2022 kandidierte sie im Wahlkreis Hildesheim und erhielt 18,5 Prozent der Erststimmen. Den Einzug über die Landesliste verpasste sie zunächst knapp. Durch die Mandatsniederlegung dreier Abgeordneter, die zu Landesministern ernannt wurden, rückte sie am 30. November 2022 in den Landtag nach. Dort übernahm sie die Position der Schriftführerin. Am 11. Dezember 2023 legte sie ihr Mandat aus persönlichen und gesundheitlichen Gründen nieder. Für sie rückte Nicolas Breer in den Landtag nach.